# Andrea Belotti
Pour les articles homonymes, voir Belotti.
Andrea Belotti, né le 20 décembre 1993 à Calcinate, est un footballeur international italien évoluant au poste d'avant-centre au Benfica Lisbonne, en prêt du Côme 1907

## Biographie

### Jeunesse

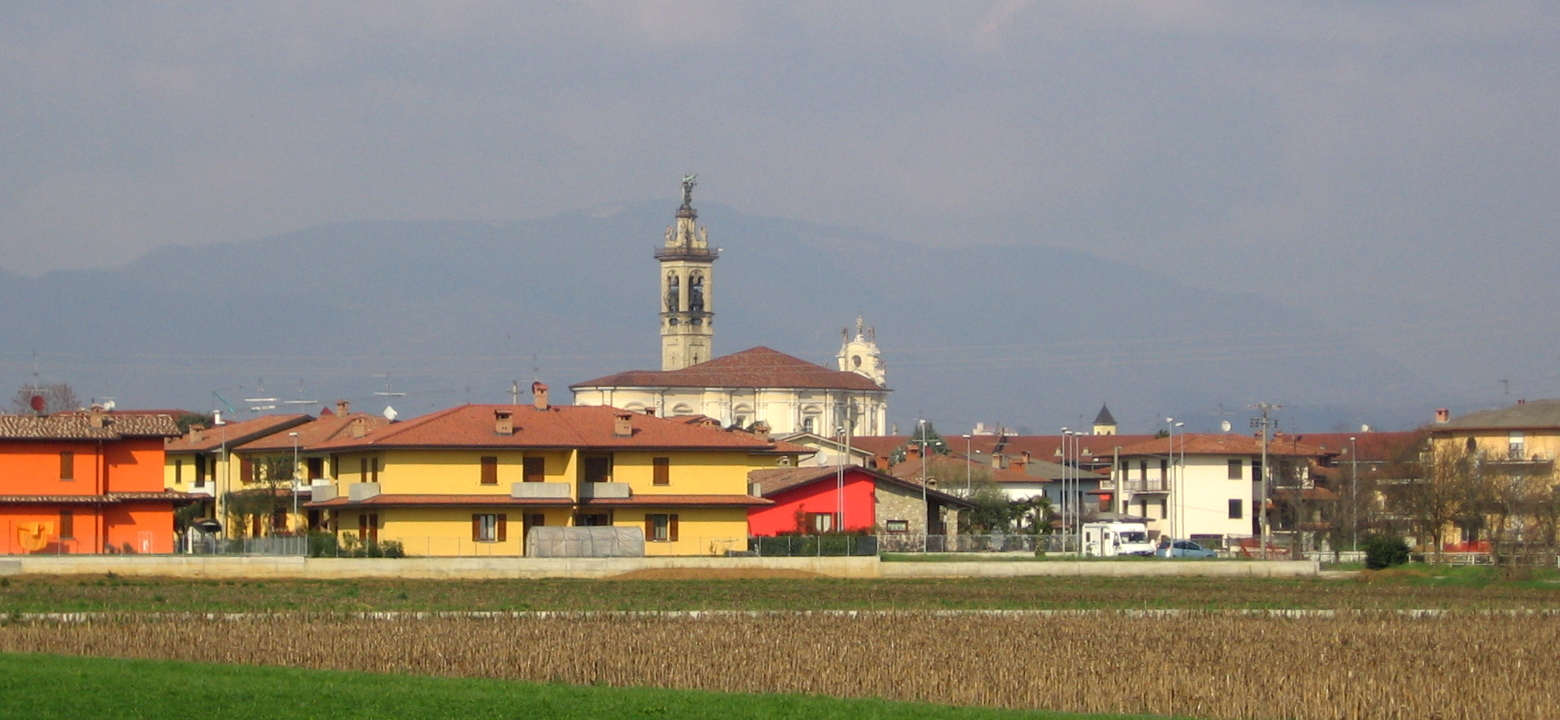
Calcinate, lieu de naissance de Belotti.

Andrea Belotti est né le 20 décembre 1993 à Calcinate en Italie. Il rejoint en 2003, à l'âge de dix ans, le club de Grumellese avant d'aller à l'UC AlbinoLeffe trois années plus tard. Il y fait ses classes pendant six ans avant de découvrir le monde professionnel. Le jeune Belotti est surnommé Il Gallo (Le Coq en français), surnom qui est dû à son admiration pour le coq qu'il tient de son enfance passée à courir derrière cet animal dans la ferme de sa mère mais aussi du nom de famille d'un ami d'enfance qui lui est cher.

### Carrière professionnelle

#### Premiers pas à AlbinoLeffe (2012-2013)
Le 10 mars 2012, Belotti fait ses débuts professionnels avec l'équipe A de l'UC AlbinoLeffe en Serie B. Rentré en jeu en cours de seconde période, le jeune joueur marque par la même son premier but en carrière malgré une défaite contre l'AS Livourne. Belotti joue quelques parts de matchs jusqu'à la fin de la saison, cumulant huit rencontres et deux buts. Cependant, AlbinoLeffe est relégué en Serie C à la fin de la saison.
Belotti profite de la relégation de son club formateur pour s'emparer de la place de titulaire d'attaque. Son sens du but le rend indispensable pour AlbinoLeffe et il finit l'exercice avec douze réalisations en Serie C. Sa saison flatteuse ne passe pas inaperçu et éveille l'intérêt de clubs de première division.

#### USC Palerme (2013-2015)
Le 2 septembre 2013, Belotti rejoint, sous forme de prêt, le club de l'USC Palerme, qui évolue en Serie B. Il doit attendre la sixième journée de championnat pour porter le maillot sicilien et se montre décisif en offrant un but à Kyle Lafferty contre l'AS Bari. Le 5 octobre, Belotti marque son premier but rosaneri sur le terrain du Brescia. Il s'adapte vite à l'effectif et trouve le chemin des filets à dix reprises alors qu'il n'est pas un titulaire incontestable, barré par Paulo Dybala et Franco Vázquez. Palerme retrouve l'élite en remportant le championnat de Serie B. Belotti est néanmoins désigné comme une sensation du championnat et les médias italiens voient en lui le nouvel espoir d'attaque de l'Italie. En juin 2014, le club achète définitivement Belotti.
Le 31 août 2014, Belotti découvre pour la première fois de sa carrière la Serie A en remplaçant Dybala contre la Sampdoria. Le 24 septembre, il inscrit ses premiers buts en Serie A en réalisant un doublé contre Naples et permet aux siens d'arracher un nul trois buts partout. Le reste de la saison est plus contrasté pour l'Italien qui, en concurrence avec plusieurs joueurs en attaque, est un remplaçant de luxe. Il n'est titularisé que neuf fois mais comptabilise six buts en fin de saison.

#### Torino FC (2015-2022)
Le 18 août 2015, Belotti s'engage en faveur du Torino FC pour une somme de 8 millions d'euros.
Belotti inscrit son premier but turinois le 28 novembre 2015 durant une victoire deux buts à zéro face au Bologne FC. Bien que son adaptation se fasse relativement lentement, Belotti prend ses marques et reçoit la confiance de son entraîneur Giampiero Ventura. En janvier 2016, il se démarque en réalisant un doublé contre Frosinone avant de récidiver un mois plus tard contre la Sampdoria. Le mois de mars le voit mettre fin au record d'invincibilité de l'emblématique gardien de la Juventus Turin, Gianluigi Buffon, mais le Torino chute lourdement à domicile sur le score de quatre buts à un. Sa deuxième partie de saison est beaucoup plus productive puisqu'il marque onze buts. Ainsi, Belotti totalise douze buts en Serie A à la fin de la saison et s'affirme comme un buteur régulier de Serie A.
Lors de la saison 2016-2017, Belotti confirme sa forme de la saison passée et gagne en confiance sous les ordres du nouvel entraîneur serbe Siniša Mihajlović qui lui donne plus de liberté tout en disciplinant comme il sait le faire, il se classe parmi les meilleurs canonniers de Serie A. Ses performances ne laissent pas indifférent de grands clubs européens, avec en tête le Real Madrid. En décembre 2016, il prolonge son contrat avec le Torino jusqu'en 2021 et une clause libératoire est fixée à cent millions d'euros. Le 5 mars 2017, alors que le Torino est mené 1-0 contre son ancien club de Palerme, Belotti réalise un triplé en l'espace de huit minutes et offre la victoire aux siens. Il clôt la saison avec 26 réalisations en Serie A, derrière Edin Džeko et Dries Mertens.
En parallèle, Belotti est convoqué pour la première fois en équipe d'Italie par le sélectionneur Ventura, celui qui l’entraînait la saison passée au Torino. Le 1er septembre 2016, il vit sa première sélection durant un match amical contre la France. Le 9 octobre, jouant son premier match en tant que titulaire, Belotti trouve la marque face à la Macédoine, dans une rencontre comptant pour les éliminatoires de la coupe du monde 2018. Le mois suivant, il est l'artisan de la victoire au Liechtenstein, réalisant un doublé et délivrant sa première passe décisive en sélection pour Ciro Immobile.
Pour la saison 2017-2018, Belotti est nommé capitaine du Torino. Néanmoins, l'attaquant ne parvient pas à réitérer ses performances de la saison passée en raison de nombreuses blessures et d'un manque de confiance devant le but,. Belotti connait une période blanche d'un peu plus de deux mois, de septembre à décembre 2017, où le Torino ne gagne qu'à deux reprises. Ainsi, à la trêve hivernale, il compte quatre réalisations contre treize à la même période la saison passée. Il marque dix buts en 32 matchs de championnat, dont un triplé contre le FC Crotone, le club finissant à la neuvième place. En équipe nationale, Belotti reste muet devant le but lors des derniers rencontres éliminatoires pour la Coupe du monde 2018. Battue par la Suède en barrages, l'Italie est privée de mondial, une première depuis 1958,. Après six matchs sans marquer, Belotti inscrit un but en amical contre l'Arabie saoudite.

#### AS Rome (2022-2024)
Le 28 août 2022, l'international italien signe à l'AS Rome jusqu'à juin 2023 avec une option de 2 années supplémentaires selon des critères sportifs.

#### Prêt à l'ACF Fiorentina (2024)
Le 31 janvier 2024, Belotti est prêté jusqu'en fin de saison à l'ACF Fiorentina.

## Style de jeu
Belotti fait preuve d'une efficacité certaine devant le but, pouvant marquer de plusieurs angles différents. À ses débuts à l'UC AlbinoLeffe, il joue comme milieu offensif ou en soutien de l'attaquant mais est vite placé en numéro 9, son poste de prédilection. Pour Emiliano Mondonico, qui l'a lancé dans le bain professionnel, Belotti est « un joueur à l'ancienne », pouvant « s'adapter à tous les postes devant ». L'italien travaille sans cesse afin d'être au niveau. Il participe aux tâches défensives et son apport en la matière le rend polyvalent et précieux pour son équipe.
En Italie, sa célébration de but, où le joueur agite sa main sur son front, lui vaut le surnom de Gallo (Le Coq).

## Statistiques
| Saison                | Club                  | Championnat           | Championnat | Championnat | Championnat | Coupe(s) nationale(s) | Coupe(s) nationale(s) | Coupe(s) nationale(s) | Compétition(s) continentale(s) | Compétition(s) continentale(s) | Compétition(s) continentale(s) | Compétition(s) continentale(s) | Coupe du monde des clubs | Coupe du monde des clubs | Coupe du monde des clubs | Italie | Italie | Italie | Total | Total | Total |
| Saison                | Club                  | Division              | M.          | B.          | P.d.        | M.                    | B.                    | P.d.                  | Comp.                          | M.                             | B.                             | P.d.                           | M.                       | B.                       | P.d.                     | M.     | B.     | P.d.   | M.    | B.    | P.d.  |
| 2011-2012             | UC AlbinoLeffe        | Serie B               | 8           | 2           | 0           | -                     | -                     | -                     | -                              | -                              | -                              | -                              | -                        | -                        | -                        | -      | -      | -      | 8     | 2     | 0     |
| 2012-2013             | UC AlbinoLeffe        | Serie C               | 30          | 12          | 5           | 1                     | 0                     | 0                     | -                              | -                              | -                              | -                              | -                        | -                        | -                        | -      | -      | -      | 31    | 12    | 5     |
| 2013-2014             | UC AlbinoLeffe        | Serie C               | -           | -           | -           | 1                     | 0                     | 0                     | -                              | -                              | -                              | -                              | -                        | -                        | -                        | -      | -      | -      | 1     | 0     | 0     |
| Sous-total            | Sous-total            | Sous-total            | 38          | 14          | 5           | 2                     | 0                     | 0                     | -                              | -                              | -                              | -                              | -                        | -                        | -                        | -      | -      | -      | 40    | 14    | 5     |
| 2013-2014             | USC Palerme (prêt)    | Serie B               | 24          | 10          | 3           | -                     | -                     | -                     | -                              | -                              | -                              | -                              | -                        | -                        | -                        | -      | -      | -      | 24    | 10    | 3     |
| 2014-2015             | USC Palerme           | Serie A               | 38          | 6           | 1           | 1                     | 0                     | 0                     | -                              | -                              | -                              | -                              | -                        | -                        | -                        | -      | -      | -      | 39    | 6     | 1     |
| 2015-2016             | USC Palerme           | Serie A               | -           | -           | -           | 1                     | 0                     | 0                     | -                              | -                              | -                              | -                              | -                        | -                        | -                        | -      | -      | -      | 1     | 0     | 0     |
| Sous-total            | Sous-total            | Sous-total            | 62          | 16          | 4           | 2                     | 0                     | 0                     | -                              | -                              | -                              | -                              | -                        | -                        | -                        | -      | -      | -      | 64    | 16    | 4     |
| 2015-2016             | Torino FC             | Serie A               | 35          | 16          | 4           | 1                     | 0                     | 0                     | -                              | -                              | -                              | -                              | -                        | -                        | -                        | -      | -      | -      | 36    | 16    | 4     |
| 2016-2017             | Torino FC             | Serie A               | 35          | 26          | 7           | 3                     | 2                     | 0                     | -                              | -                              | -                              | -                              | -                        | -                        | -                        | 9      | 4      | 2      | 47    | 32    | 9     |
| 2017-2018             | Torino FC             | Serie A               | 32          | 20          | 4           | 3                     | 3                     | 1                     | -                              | -                              | -                              | -                              | -                        | -                        | -                        | 9      | 1      | 2      | 44    | 24    | 7     |
| 2018-2019             | Torino FC             | Serie A               | 37          | 18          | 3           | 2                     | 2                     | 0                     | -                              | -                              | -                              | -                              | -                        | -                        | -                        | 4      | 0      | 1      | 43    | 20    | 4     |
| 2019-2020             | Torino FC             | Serie A               | 36          | 16          | 3           | 2                     | 0                     | 0                     | C3                             | 6                              | 6                              | 1                              | -                        | -                        | -                        | 5      | 4      | 1      | 49    | 26    | 5     |
| 2020-2021             | Torino FC             | Serie A               | 35          | 13          | 6           | 1                     | 0                     | 0                     | -                              | -                              | -                              | -                              | -                        | -                        | -                        | 12     | 3      | 0      | 48    | 16    | 6     |
| 2021-2022             | Torino FC             | Serie A               | 22          | 8           | 1           | 1                     | 0                     | 0                     | -                              | -                              | -                              | -                              | -                        | -                        | -                        | 5      | 0      | 0      | 28    | 8     | 1     |
| Sous-total            | Sous-total            | Sous-total            | 232         | 100         | 28          | 13                    | 7                     | 1                     | -                              | 6                              | 6                              | 1                              | -                        | -                        | -                        | 44     | 12     | 4      | 295   | 125   | 34    |
| 2022-2023             | AS Rome               | Serie A               | 30          | 0           | 2           | 1                     | 1                     | 0                     | C3                             | 14                             | 3                              | 0                              | -                        | -                        | -                        | -      | -      | -      | 45    | 4     | 2     |
| 2023-2024             | AS Rome               | Serie A               | 14          | 3           | 3           | 2                     | 0                     | 0                     | C3                             | 6                              | 3                              | 0                              | -                        | -                        | -                        | -      | -      | -      | 22    | 6     | 3     |
| Sous-total            | Sous-total            | Sous-total            | 44          | 3           | 5           | 3                     | 1                     | 0                     | -                              | 20                             | 6                              | 0                              | -                        | -                        | -                        | 0      | 0      | 0      | 67    | 10    | 5     |
| 2023-2024             | ACF Fiorentina (prêt) | Serie A               | 15          | 3           | 0           | 2                     | 0                     | 0                     | C4                             | 7                              | 1                              | 0                              | -                        | -                        | -                        | -      | -      | -      | 24    | 4     | 0     |
| 2024-2025             | Como Calcio           | Serie A               | 18          | 2           | 0           | 1                     | 0                     | 0                     | -                              | -                              | -                              | -                              | -                        | -                        | -                        | -      | -      | -      | 19    | 2     | 0     |
| 2024-2025             | SL Benfica (prêt)     | Liga Betclic          | 14          | 3           | 0           | 4                     | 1                     | 0                     | C1                             | 4                              | 0                              | 0                              | 2                        | 0                        | 0                        | -      | -      | -      | 24    | 4     | 0     |
| Total sur la carrière | Total sur la carrière | Total sur la carrière | 423         | 141         | 42          | 27                    | 9                     | 1                     | -                              | 37                             | 13                             | 1                              | 2                        | 0                        | 0                        | 44     | 12     | 4      | 533   | 175   | 48    |

### Buts internationaux
| Buts internationaux de Andrea Belotti | Buts internationaux de Andrea Belotti | Buts internationaux de Andrea Belotti | Buts internationaux de Andrea Belotti              | Buts internationaux de Andrea Belotti | Buts internationaux de Andrea Belotti | Buts internationaux de Andrea Belotti | Buts internationaux de Andrea Belotti |
| 0                                     | Sélection                             | Date                                  | Lieu                                               | Adversaire                            | Score                                 | Résultats                             | Compétitions                          |
| ------------------------------------- | ------------------------------------- | ------------------------------------- | -------------------------------------------------- | ------------------------------------- | ------------------------------------- | ------------------------------------- | ------------------------------------- |
| 1                                     | 3                                     | 9 octobre 2016                        | Philip II Arena, Skopje, Macédoine                 | Macédoine du Nord                     | 0-1                                   | 2-3                                   | Éliminatoires Coupe du monde 2018     |
| 2                                     | 4                                     | 12 novembre 2016                      | Rheinpark Stadion, Vaduz, Liechtenstein            | Liechtenstein                         | 0-1                                   | 0-4                                   | Éliminatoires Coupe du monde 2018     |
| 3                                     | 4                                     | 12 novembre 2016                      | Rheinpark Stadion, Vaduz, Liechtenstein            | Liechtenstein                         | 0-4                                   | 0-4                                   | Éliminatoires Coupe du monde 2018     |
| 4                                     | 9                                     | 11 juin 2017                          | Stade Friuli, Udine, Italie                        | Liechtenstein                         | 2-0                                   | 5-0                                   | Éliminatoires Coupe du monde 2018     |
| 5                                     | 16                                    | 28 mai 2018                           | Kybunpark, Saint-Gall, Suisse                      | Arabie saoudite                       | 2-0                                   | 2-1                                   | Match amical                          |
| 6                                     | 23                                    | 5 septembre 2019                      | Stade Républicain Vazgen-Sargsian, Erevan, Arménie | Arménie                               | 1-1                                   | 1-3                                   | Éliminatoires Euro 2020               |
| 7                                     | 26                                    | 15 octobre 2019                       | Rheinpark Stadion, Vaduz, Liechtenstein            | Liechtenstein                         | 0-2                                   | 0-5                                   | Éliminatoires Euro 2020               |
| 8                                     | 26                                    | 15 octobre 2019                       | Rheinpark Stadion, Vaduz, Liechtenstein            | Liechtenstein                         | 0-5                                   | 0-5                                   | Éliminatoires Euro 2020               |
| 9                                     | 27                                    | 15 novembre 2019                      | Stade Bilino-Polje, Zenica, Bosnie-Herzégovine     | Bosnie-Herzégovine                    | 0-3                                   | 0-3                                   | Éliminatoires Euro 2020               |
| 10                                    | 31                                    | 19 novembre 2020                      | Stade Grbavica, Sarajevo, Bosnie-Herzégovine       | Bosnie-Herzégovine                    | 0-1                                   | 0-2                                   | Ligue des nations de l'UEFA 2020-2021 |
| 11                                    | 32                                    | 28 mars 2021                          | Stade national Vassil-Levski, Sofia, Bulgarie      | Bulgarie                              | 0-1                                   | 0-2                                   | Éliminatoires Coupe du monde 2022     |
| 12                                    | 33                                    | 28 mai 2021                           | Sardegna Arena, Cagliari, Italie                   | Saint-Marin                           | 4-0                                   | 7-0                                   | Match amical                          |

## Palmarès

### En club
- USC Palerme :
  - Champion de Serie B en 2014.

- AS Roma :
  - Finaliste de la Ligue Europa en 2023.

- ACF Fiorentina :
  - Finaliste de la Ligue Europa Conférence en 2024.

### En sélection
- Italie :
  - Vainqueur du Championnat d’Europe en 2021.
  - Finaliste de la Coupe des champions CONMEBOL–UEFA en 2022.

## Vie privée
Andrea Belotti a épousé Giorgia Duro le 15 juin 2017 à Palerme. Ils ont une fille, Vittoria, née en 2021.